# Stedman
Stedman – miasto w Stanach Zjednoczonych, w stanie Karolina Północna, w hrabstwie Cumberland.